# Агнеш Сатмарі
Агнеш Сатмарі (нар. 28 червня 1987) — колишня румунська тенісистка.
Найвищу одиночну позицію світового рейтингу — 187 місце досягла 24 березня 2008, парну — 123 місце — 20 серпня 2007 року.
Здобула 2 одиночні та 14 парних титулів туру ITF.

## Фінали ITF
| турніри $100,000 |
| турніри $75,000  |
| турніри $50,000  |
| турніри $25,000  |
| турніри $10,000  |

### Одиночний розряд: 8 (2–6)
| Результат | Ранг | Дата           | Турнір                           | Покриття | Суперниця          | Рахунок             |
| --------- | ---- | -------------- | -------------------------------- | -------- | ------------------ | ------------------- |
| Поразка   | 1.   | 23 жовтня 2004 | ITF Лагос, Нігерія               | Тверде   | Тіффані Дабек      | 5–7, 0–6            |
| Поразка   | 2.   | 15 травня 2005 | ITF Мостар, Боснія і Герцеговина | Ґрунт    | Ваня Чорович       | 4–6, 1–6            |
| Перемога  | 3.   | 30 липня 2006  | ITF Арад, Румунія                | Ґрунт    | Каролина Йованович | 6–1, 6–3            |
| Перемога  | 4.   | 1 жовтня 2006  | Batumi Ladies Open, Грузія       | Тверде   | Петра Цетковська   | 6–3, 6–3            |
| Поразка   | 5.   | 21 жовтня 2006 | ITF Лагос, Нігерія               | Тверде   | Магда Міхалаке     | 1–6, 6–3, 4–6       |
| Поразка   | 6.   | 19 травня 2007 | ITF Thiruvananthapuram, Індія    | Ґрунт    | Марінн Жіро        | 5–7, 3–6            |
| Поразка   | 7.   | 25 жовтня 2008 | ITF Лагос, Нігерія               | Тверде   | Зузана Кучова      | 6–7(5), 6–4, 3–6    |
| Поразка   | 8.   | 19 липня 2009  | ITF Буча, Україна                | Ґрунт    | Юлія Калабіна      | 7–6(6), 6–7(5), 1–6 |

### Парний розряд: 28 (14–14)
| Результат | Ранг | Дата              | Турнір                           | Покриття   | Партнерка             | Суперниці                              | Рахунок             |
| --------- | ---- | ----------------- | -------------------------------- | ---------- | --------------------- | -------------------------------------- | ------------------- |
| Поразка   | 1.   | 15 травня 2005    | ITF Мостар, Боснія і Герцеговина | Ґрунт      | Джессі де Вріс        | Данієла Крейсова Міхаела Міхалкова     | 7–6(5), 5–7, 1–6    |
| Поразка   | 2.   | 23 липня 2005     | Бухарест, Румунія                | Ґрунт      | Оксана Теплякова      | Меделіна Гожня Габріела Нікулеску      | 3–6, 2–6            |
| Перемога  | 3.   | 27 серпня 2005    | Бухарест, Румунія                | Ґрунт      | Коріна Кордуняну      | Ліана Унгур Сімона Матей               | w/o                 |
| Поразка   | 4.   | 10 вересня 2005   | Кимпіна, Румунія                 | Ґрунт      | Антонія Ксенія Тоут   | Марія Луїза Кречун Йоана Іван          | 7–6(6), 4–6, 4–6    |
| Поразка   | 5.   | 21 липня 2006     | Бухарест, Румунія                | Ґрунт      | Марія Луїза Кречун    | Ралука Чулей Аміна Рахім               | 3–6, 1–6            |
| Поразка   | 6.   | 4 серпня 2006     | Бухарест, Румунія                | Ґрунт      | Марія Луїза Кречун    | Лаура-Йоана Андрей Габріела Нікулеску  | 3–6, 6–3, 4–6       |
| Поразка   | 7.   | 1 вересня 2006    | Тімішоара, Румунія               | Ґрунт      | Дьяна Бузян           | Коріна Кордуняну Йоана Гаспар          | 3–6, 4–6            |
| Перемога  | 8.   | 21 жовтня 2006    | Лагос, Нігерія                   | Тверде     | Суріна Де Беер        | Санаа Бгамбрі Рушмі Чакравартхі        | 6–3, 6–1            |
| Перемога  | 9.   | 19 листопада 2006 | Пуне, Індія                      | Ґрунт      | Ольга Панова          | Ніколе Клеріко Ксенія Палкіна          | 6–2, 6–4            |
| Перемога  | 10.  | 17 лютого 2007    | Сагне (місто), Канада            | Тверде (i) | Анджелік Кербер       | Сабіне Клашка Анжеліка Реш             | 6–1, 6–4            |
| Поразка   | 11.  | 18 травня 2007    | Тируванантапурам, Індія          | Ґрунт      | Ніколе Клеріко        | Лорен Албанезе Яніна Вікмаєр           | 6–3, 5–7, 0–6       |
| Перемога  | 12.  | 3 серпня 2007     | Бухарест, Румунія                | Ґрунт      | Сорана Кирстя         | Міхаела Бузернеску Моніка Нікулеску    | w/o                 |
| Перемога  | 13.  | 18 серпня 2007    | Пенза, Росія                     | Ґрунт      | Софі Лефевр           | Міхаела Бузернеску Вероніка Капшай     | 6–1, 6–2            |
| Поразка   | 14.  | 15 грудня 2007    | Лагос, Нігерія                   | Тверде     | Ірина Бремон          | Келлі Андерсон Шанелль Схеперс         | 6–0, 3–6, [8–10]    |
| Поразка   | 15.  | 22 грудня 2007    | Лагос, Нігерія                   | Тверде     | Ірина Бремон          | Келлі Андерсон Шанелль Схеперс         | 6–1, 3–6, [6–10]    |
| Поразка   | 16.  | 11 травня 2008    | Бухарест, Румунія                | Ґрунт      | Сорана Кирстя         | Петра Цетковська Гана Шромова          | 4–6, 5–7            |
| Перемога  | 17.  | 15 червня 2008    | Марсель, Франція                 | Ґрунт      | Орелі Веді            | Вікторія Кутузова Анна Лапущенкова     | 6–4, 6–3            |
| Перемога  | 18.  | 17 жовтня 2008    | Лагос, Нігерія                   | Тверде     | Суріна Де Беер        | Тамарін Гендлер Ліза Сабіно            | 7–6(7), 6–3         |
| Перемога  | 19.  | 21 листопада 2008 | Колката, Індія                   | Тверде     | Лаура Зігемунд        | Лу Цзінцзін Сунь Шеннань               | 7–5, 6–3            |
| Поразка   | 20.  | 4 липня 2009      | Пособланко, Іспанія              | Тверде     | Ніна Братчикова       | Андреа Сестіні Главачкова Ольга Савчук | 3–6, 3–6            |
| Поразка   | 21.  | 1 серпня 2009     | Алмати, Казахстан                | Тверде     | Ніна Братчикова       | Олена Чалова Оксана Калашникова        | 1–6, 0–6            |
| Поразка   | 22.  | 8 серпня 2009     | Нур-Султан, Казахстан            | Тверде     | Ніна Братчикова       | Юліана Федак Дар'я Кустова             | 4–6, 5–7            |
| Перемога  | 23.  | 6 жовтня 2009     | Катовиці, Польща                 | Ґрунт      | Кароліна Косіньська   | Мелані Клаффнер Юганна Ларссон         | 6–1, 2–6, [10–5]    |
| Перемога  | 24.  | 25 вересня 2010   | Telavi Open, Джорджія            | Ґрунт      | Вероніка Капшай       | Оксана Калашникова Мелані Клаффнер     | 6–1, 2–6, [10–8]    |
| Перемога  | 25.  | 22 жовтня 2010    | ITF Лагос, Нігерія               | Тверде     | Ніна Братчикова       | Анна Бражнікова Анастасія Мухаметова   | 6–4, 6–3            |
| Поразка   | 26.  | 29 жовтня 2010    | ITF Лагос, Нігерія               | Тверде     | Ніна Братчикова       | Мелані Клаффнер Кароліна Косіньська    | 6–3, 5–7, [7–10]    |
| Перемога  | 27.  | 28 жовтня 2011    | ITF Лагос, Нігерія               | Тверде     | Мелані Клаффнер       | Данка Ковинич Еліна Світоліна          | 6–0, 6–7(1), [10–5] |
| Перемога  | 28.  | 7 вересня 2014    | ITF Галац, Румунія               | Ґрунт      | Оана Джорджета Сімьон | Дьяна Бузян Арабела Фернандес Рабенер  | 4–6, 6–4, [10–8]    |

## Рейтинг на кінець року[2]
| Рік  | Одиночний розряд | Парний розряд |
| ---- | ---------------- | ------------- |
| 2015 | -                | 756           |
| 2014 | 869              | 822           |
| 2013 | 1109             | -             |
| 2012 | -                | 487           |
| 2011 | 560              | 463           |
| 2010 | 424              | 316           |
| 2009 | 248              | 172           |
| 2008 | 200              | 182           |
| 2007 | 297              | 136           |
| 2006 | 325              | 328           |
| 2005 | 545              | 411           |
| 2004 | 743              | 537           |